# Eric Lange
Eric Lange (* 19. února 1973, Hamilton, Ohio, USA) je americký herec. 
Narodil se v Hamiltonu ve státě Ohio a navštěvoval Miami University v Oxfordu ve stejném státě.
Svou první filmovou roli dostal v roce 1996 ve filmu Bláznivá škola. V letech 2010 až 2013 hrál postavu Erwina Sikowitze v komediálním seriálu V jako Victoria. Přestože během své kariéry hrál v několika filmech, jeho hlavním zaměření jsou seriálové role. Hrál například v seriálech Sběratelé kostí, Jmenuju se Earl (2008) nebo The Bridge (2013).